# Palaeopsylla iberica
Palaeopsylla iberica är en loppart som beskrevs av Jordan et Rothschild 1921. Palaeopsylla iberica ingår i släktet Palaeopsylla och familjen mullvadsloppor. Inga underarter finns listade i Catalogue of Life.